# Coat of Arms
 (срп. Грб) је шести албум шведског пауер метал бенда Сабатон.
Музику за песме писао је Јоаким Броден, док су стихове писали Броден и Пер Сундстром, осим стихова за песме „Saboteurs“ и „Midway“, које је писао Сундстром, и стихова за „Metal Ripper“ и „Wehrmacht“, које је писао Броден.

## Листа песама
1. „“ - О грчко-италијанском рату током Другог светског рата. - 3:35
2. „“ - О Бици код Мидвеја. - 2:29
3. „“ - О Варшавском устанку. - 4:56
4. „“ - О америчкој 101. ваздушно-десантској дивизији и опсади Бастоња. - 4:08
5. „“ - О Холокаусту. - 4:57
6. „“ - О страним пилотима у војсци Уједињеног Краљевства. - 4:23
7. „“ - О саботерима хидроцентрале „Веморк“. - 3:16
8. „“ - О нацистичкој ратној машинерији и ефектима Трећег рајха на обичне војнике. - 4:14
9. „“ - O Симу Хејхеу, вештом финском снајперисти током Зимског рата. - 4:10
10. „“ - Посвета Хеви металу као у песмама „Metal Machine“ и „Metal Crüe“ са ранијих албума, овај пут помоћу стихова из хеви метал песама. Коришћени су стихови бендова: AC/DC, Мотли Кру, Ајрон Мејден, Металика, Мановар, Твистед Систер, Ози, Џудас прист, Блек сабат, Рејнбоу, Хамерфол, Ингви Малмстен, Аксепт, Дип перпл, Квинзрајк, Диму Боргир и Квин. - 3:51

додатне песме на дигипак издању
1. „“ (инструментал) - 3:35
2. „“ (инструментал) - 3:51

## Састав
- Јоаким Броден - вокал
- Рикард Сунден - гитара
- Оскар Монтелијус - гитара
- Пер Сундстром - бас гитара
- Данијел Мулбак - бубњеви, перкусије
- Данијел Мир - клавијатуре

## Пријем албума и критика
| Топ-листа (2010) | Највиша позиција |
| ---------------- | ---------------- |
| Мађарска         | 9                |
| Шведска          | 2                |
| Пољска           | 9                |
| Финска           | 17               |
| Аустрија         | 71               |
| Швајцарска       | 33               |
| Немачка          | 19               |
| Грчка            | 10               |